# إستيل بارسونز
إستيل بارسونز (بالإنجليزية: Estelle Parsons) (و. 1927  م) هي مغنية، وممثلة تلفزيونية، وممثلة مسرحية، وممثلة أفلام، من الولايات المتحدة، ولدت في ماربلهيد.

## التعليم
تعلمت في كلية كونيتيكت ‏.

## جوائز وترشيحات
حصلت على جوائز منها:
- جائزة الأوسكار لأفضل ممثلة مساعدة، عن عمل: بوني وكلايد (1968)
- جائزة المسرح العالمي (1963).[2]

ترشحت لـ:
- جائزة توني لأفضل ممثلة مسرحية [الإنجليزية]‏ (2014)
- جائزة توني لأفضل ممثلة بارزة في مسرحية [الإنجليزية]‏ (2002)
- جائزة توني لأفضل ممثلة مسرحية [الإنجليزية]‏ (1978)
- جائزة توني لأفضل ممثلة مسرحية [الإنجليزية]‏ (1971)
- جائزة توني لأفضل ممثلة مسرحية [الإنجليزية]‏ (1969)
- جائزة الأوسكار لأفضل ممثلة مساعدة، عن عمل: راشيل راشيل (1968)
- جائزة الأوسكار لأفضل ممثلة مساعدة، عن عمل: بوني وكلايد (1968).

## وصلات خارجية
- إستيل بارسونز على موقع IMDb (الإنجليزية)
- إستيل بارسونز على موقع الموسوعة البريطانية (الإنجليزية)
- إستيل بارسونز على موقع ألو سيني (الفرنسية)
- إستيل بارسونز على موقع ميوزك برينز (الإنجليزية)
- إستيل بارسونز على موقع تيرنر كلاسيك موفيز (الإنجليزية)
- إستيل بارسونز على موقع أول موفي (الإنجليزية)
- إستيل بارسونز على موقع قاعدة بيانات برودواي على الإنترنت (الإنجليزية)
- إستيل بارسونز على موقع قاعدة بيانات الأفلام السويدية (السويدية)
- إستيل بارسونز على موقع إن إن دي بي (الإنجليزية)
- إستيل بارسونز على موقع ديسكوغز (الإنجليزية)